# 特異星
特異星（peculiar star）は、少なくともその表面において、金属量の組成が他の恒星とかなり異なっている星である。

## 分類
化学特異星は、水素を燃料とする高温の主系列星で見られる。これらの高温の特異星は、スペクトルに基づき、A型金属線星 (Am, CP1) 、A型特異星 (CP2) 、水銀・マンガン星 (HgMn, CP3) 、弱ヘリウム星 (He-weak, CP4) の4種類に分類することができる。
A型金属線星
A型金属線星には、1価イオン化したカルシウムとスカンジウムの弱い線が見られるが、重元素が豊富に存在する。またゆっくりと自転しており、実効温度は7000Kから10000Kの間である。
A型特異星
A型特異星は、強い磁場を持つのが特徴であり、ケイ素、クロム、ストロンチウム、ユウロピウム等の元素を多く含む。また通常ゆっくりと自転している。実効温度は8000Kから15000Kであるが、このような特異星の温度を計算することは大気の構造のせいで難しい。
水銀・マンガン星
水銀・マンガン星も磁変星のカテゴリーに含まれるが、強い磁場は見られない。その名のとおり、1価イオン化した水銀とマンガンが多い。非常にゆっくりと自転している。実効温度は10000Kから15000Kである。
弱ヘリウム星
弱ヘリウム星は、UVB色から推定されるよりも弱いヘリウム線を持つ。
また、スペクトル型がG以降の低温の星で特異なスペクトルを示す種類もあるが、このような恒星は多くの場合主系列星ではなく、通常「特異星」とは呼ばれない。低温の特異星の多くは核融合生成物が恒星の核から表面まで混合された結果である。これには、炭素星やS型星のほとんどが含まれる。他のものは連星系からの質量転移の結果であり、バリウム星やS型星の一部が例として挙げられる。

## 特異星の性質
一般に、特異星の表面に観察される組成は、恒星外層での拡散や磁場の影響等、星形成の後の過程によるものと考えられている。このような過程により、ヘリウム、窒素、酸素等の元素が大気の下層に留められ、マンガン、ストロンチウム、イットリウム、ジルコニウム等の元素が表面に浮上させられることによって、観測のようなスペクトルの特徴を示す。恒星の中心や恒星全体のおおまかな組成は、形成時のガス雲の組成を反映して、通常の恒星とそれほど違うものではないと推測されている。このメカニズムで元素の分離が起きるタイムスケールは太陽程度の質量の恒星では50-100億年と長いが、スペクトル型A・B型の恒星では1000万年程度にまで短くなる。これが特異星が高温の恒星にしか見られない理由の一つである。
A・B型星の多くは高速で自転しており、元素の分離が起きても恒星の自転に起因する乱流によりよく混合されて均質化される。元素の分離と均質化は1.3太陽質量以上の恒星では拮抗状態にあり、自転速度が遅いと特異星が生じる。元素の拡散や上昇が起こってその組成が保持されるためには、特異星の大気は、対流による均質化が起こらない程度に安定であるはずである。このような安定性をもたらすメカニズムとしては、遅い自転速度や非常に大きい磁場が考えられている。